# Graziadio Isaia Ascoli
Graziadio Isaia Ascoli (Gorizia, 16 luglio 1829 – Milano, 21 gennaio 1907) è stato un linguista, glottologo e glottoteta italiano.
Fu senatore del Regno d'Italia dalla XVI legislatura.

## Biografia
Nato da un'agiata famiglia di religione ebraica, apprese, adolescente, l'antico ebraico con il rabbino Samuel Vita Lolli, uno fra i massimi conoscitori italiani di tale lingua; non compì studi regolari perché, a seguito della morte del padre, dovette occuparsi in giovane età delle imprese di famiglia (una filanda e una cartiera). Approfondì, da autodidatta, gli studi di linguistica, acquisendo grande notorietà a livello nazionale grazie ai suoi scritti: Sull'idioma friulano e sulla sua affinità con la lingua valaca (1846), Gorizia italiana, tollerante, concorde. Verità e speranze nell'Austria del 1848 (1848), ecc.
Professore all'Accademia scientifico-letteraria di Milano, Ascoli coniò il termine glottologia e fu il primo docente italiano di tale disciplina; precedentemente, tale insegnamento era impartito dai professori di Storia comparata delle lingue classiche. La sostituzione terminologica in Glottologia era opportuna in quanto non venivano studiate più solo le lingue classiche (greco e latino) ma anche il sanscrito, l'iranico ed il gotico.
L'attività di Ascoli si sviluppò dapprima nelle note etimologiche, nelle precisazioni fonetiche e nelle spiegazioni di vari fenomeni riguardanti l'iranico; lo studioso si dedicò poi alla ricostruzione delle origini della lingua degli zingari italiani, contribuendo a un filone di studi che in Europa non era ancora stato sviluppato, e alle ricerche riguardanti il nesso ario-semitico, prima di concentrarsi nei due principali domini indoeuropeo e romanzo.
Conferì ai dialetti la dignità di lingua, fondò la dialettologia scientifica e rivalutò le parlate retoromanze coi suoi "saggi ladini" nonché il franco-provenzale. Fondamentale è la sua elaborazione del concetto di "sostrato linguistico", cioè dell'azione che una lingua vinta esercita su quella vincitrice: ad esempio, il fenomeno della gorgia, tipicamente toscano, ovvero l'aspirazione di /k/, /t/ e /p/ in posizione intervocalica (in locuzioni tipo "la casa", "la cosa") venne attribuito dai linguisti (ora non più, peraltro) al sostrato etrusco, cioè all'azione dell'antica lingua etrusca, parlata del tutto scomparsa con l'affermarsi del latino;
peraltro, sempre riguardo alla teoria del sostrato, Ascoli fu il primo studioso ad applicarla anche alle lingue romanze. Introdusse anche, nella seconda metà dell'Ottocento, i concetti di superstrato e di adstrato.
Nel 1873 fu, con Giovanni Flechia, il fondatore della rivista Archivio glottologico italiano (tuttora esistente), il cui proemio per il primo numero, scritto da Ascoli stesso, era considerato da Carlo Dionisotti «uno dei capolavori in senso assoluto della letteratura italiana»; inoltre, nello stesso testo, l'Ascoli prese posizione riguardo alla questione della lingua italiana, opponendosi alla soluzione di Alessandro Manzoni dell'adozione del fiorentino colto (al quale semmai preferiva l'italiano regionale di Roma) come lingua d'uso nazionale e proponendo invece di lavorare per innalzare il livello culturale della popolazione: da ciò sarebbe scaturito naturalmente un comune italiano soprarregionale così come, già di fatto, in ambito dòtto veniva già utilizzata una lingua scientifica omogenea da tutti gli scienziati d'Italia.
Negli stessi anni fu lo strenuo difensore dell'Accademia scientifico-letteraria di Milano, entrando anche in polemica con chi, al Ministero e nel mondo universitario, la osteggiava.
Il 13 maggio 1875 entrò a far parte dell'Accademia Nazionale dei Lincei come socio nazionale per la classe di scienze morali, nella I categoria (filologia).
In gioventù aveva proposto (1851) una lingua internazionale da usarsi con il telegrafo, la pasitelegrafia.
Il 20 marzo 1881 divenne socio dell'Accademia delle scienze di Torino, partecipazione che gli ottenne dopo sette anni la nomina a senatore del Regno.
È ricordato, tra l'altro, per l'invenzione del concetto geografico e sociale delle Tre Venezie, costituite dalla Venezia Giulia, la Venezia Euganea e la Venezia Tridentina.
Nel 1889 fu tra i firmatari del Manifesto, e quindi fece parte del comitato promotore della Società Dante Alighieri per la tutela e la diffusione della lingua e della cultura italiane.
Fu eletto membro Onorario della Regia Accademia di Scienze, Lettere e Arti a Padova il 6 giugno 1897.
A lui è dedicata la Società filologica friulana, fondata a Gorizia nel 1919: Ascoli diceva: «I soi nassût a Guriza di gjenitôrs israelits, i soi fî dal Friûl e mi glori di chest» (Sono nato a Gorizia da genitori israeliti, sono figlio del Friuli e mi glorio di questo).
La città di Torino gli ha dedicato una via nel quartiere di San Donato/Parco Dora e anche a Trieste c’è una via a lui intitolata, mentre la città di Milano una piazza nel quartiere Città Studi

## Opere
- La pasitelegrafia, Trieste, Tipografia del Lloyd Austriaco, 1851
- Lettera al Direttore del Politecnico. Sul dizionario etimologico dei vocaboli italiani di origine ellenica con raffronti ad altre lingue, compilato da M. A. Canini, 1863 in Il Politecnico: Serie 4a. Parte letterario-scientifica. Volume primo, Zanetti, Milano, 1866, p. 94.
- Del nesso ario-semitico. Lettera al professore Adalberto Kuhn di Berlino, in "Il Politecnico", vol. 21 (1864), pp. 190–216
- Del nesso ario-semitico. lettera seconda al professore Francesco Bopp, in "Il Politecnico" vol. 22 (1864) pp. 121–151
- Studj ario-semitici, in "Memorie del Reale Istituto Lombardo", cl. II, vol. 10 (1867), pp. 1–36
- L'Italia dialettale, in Archivio glottologico italiano, VIII, 1882,  pp. 98-128.